# 부안스포츠파크
부안스포츠파크(扶安스포츠파크, Buan Sports Park)는 대한민국 전북특별자치도 부안군에 있는 스포츠 시설이다. 천연잔디 필드와 천연강화고무 트랙이 갖춰진 경기장이며, 2005년 6월에 준공되었다.

## 참고 문헌
- “부안스포츠파크”. 부안군청.
- “부안스포츠파크”. 《전라북도 생활체육안내》. 전라북도체육회.
- 〈부안스포츠파크〉. 《두피디아》. 두산.
- 《2019년 전국 공공체육시설 현황 (2018년말 기준)》. 대한민국 문화체육관광부. 2020.
- 《2023 전국 공공체육시설 현황 (2022년 12월말 기준)》. 대한민국 문화체육관광부. 2024.